# 푸량현

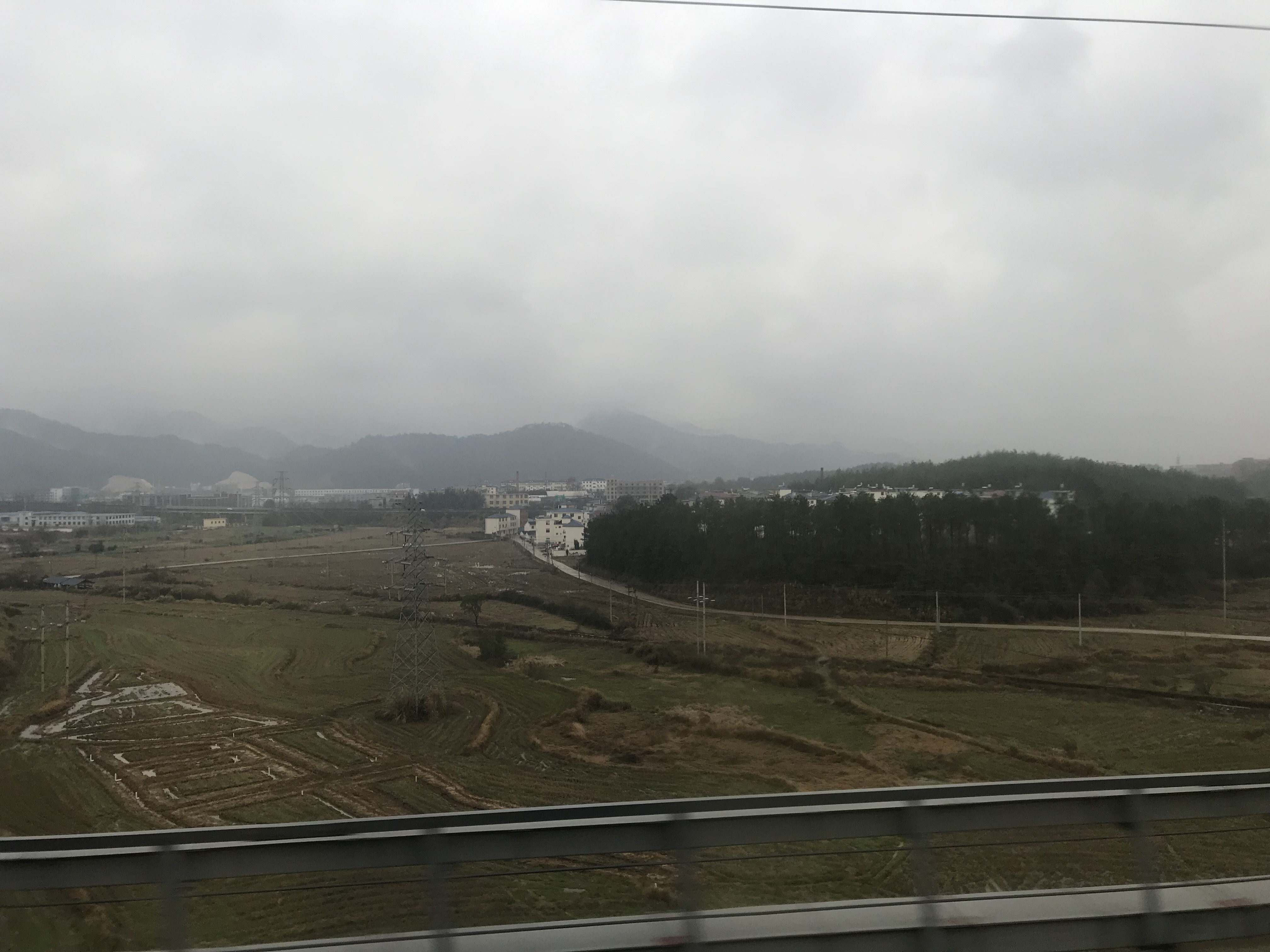

푸량현(한국어: 부량현, 중국어: 浮梁县, 병음: Fúliáng Xiàn)은 중화인민공화국 장시성 징더전 시의 현급 행정구역이다. 넓이는 2867km2이고, 인구는 2007년 기준으로 280,000명이다.

## 행정 구역
9개 진, 8개 향을 관할한다.
- 진: 浮梁镇, 鹅湖镇, 经公桥镇, 蛟潭镇, 湘湖镇, 瑶里镇, 洪源镇, 寿安镇, 三龙镇.
- 향: 王港乡, 庄湾乡, 黄坛乡, 兴田乡, 江村乡, 峙滩乡, 勒功乡, 西湖乡.